# Cecilia Paredes

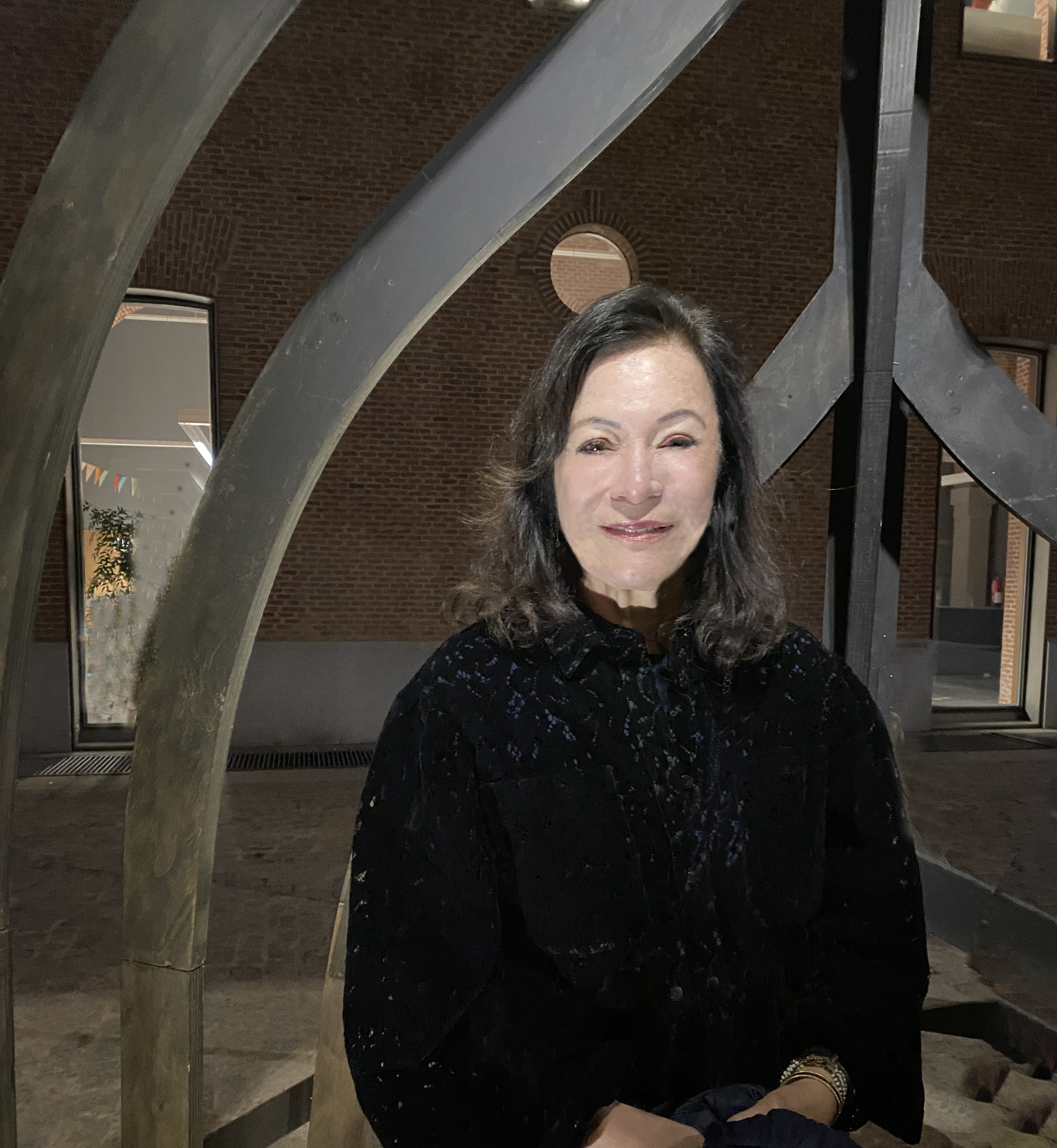
Cecilia Paredes in Madrid 2022

Cecilia Paredes (* 1950 in Lima, Peru) ist eine peruanische Künstlerin, Fotografin und Hochschullehrerin. Sie ist eine Performance- und Installationskünstlerin, die vor allem für ihre Arbeiten bekannt ist, bei denen sie ihren eigenen Körper als Leinwand für Körperbemalung verwendet.

## Leben und Werk
Paredes studierte Bildende Kunst an der Katholischen Universität in Lima, wo sie den Bachelor of Art-Abschluss erhielt, und an der Scuola del Nudo der Accademia di Belle Arti di Roma. An der Cambridge Arts and Crafts School in England erwarb sie den Master of Arts. 1999 arbeitete sie als Artist in Residence an der University of Pennsylvania in Philadelphia und 2000 am Banff Center for the Arts in Kanada.
Während ihrer Studienzeit lebte sie in den 1970er Jahren in Lima, wo sie ein intensives politisches Engagement pflegte, das sie zwang, mit ihrem Mann ins Exil zu gehen. Sie lebte fünf Jahre in Mexiko und 1998 wurde ihr das Rockefeller Foundation Bellagio Center Residency Program zuerkannt. Von 1998 bis 2004 lebte und arbeitete sie in Costa Rica und vertrat das Land 2005 auf der 51. Biennale von Venedig. Nachdem sie den Komponisten Jay Reise geheiratet hatte, zog sie nach Philadelphia.
Sie nahm 2019 an den Gastvorlesungen der NY SVA School of Visual Arts teil, außerdem an den Projekten Contemporary Weavers im Fashion and Textile Museum London, sowie 2018 an dem Women Weavers Aluna Foundation Miami Project, der Biennale von Havanna, der Biennale für Architektur und Kunst der Kanarischen Inseln, Open Maps in Madrid und Barcelona, dem Ev + A Project in Irland, The Floating Land in Queensland in Australien, Getxophoto in Bilbao und war 2013 Gastkünstlerin an dem Beijing Fine Arts Museum und Fotografica. Sie war auf Fotofestivals und Kunstmessen vertreten und war 2008 internationale Gastkünstlerin auf der FIA-Messe in Caracas.
Paredes arbeitet mit ihren Fotografen in einer Art Kollaboration. In Spanien wurde sie vor allem durch ihre persönlichen Fotoserien bekannt, die sie auf der ARCO-Messe und in der Galerie Blanca Berlin zeigte. Diese Serien bestehen aus Selbstporträts, die in verschiedene thematische Hintergründe integriert sind. Ihr Körper wurde entsprechend dem gewählten Thema bemalt, und durch Tarnung verschmilzt sie mit dem Hintergrund. Ihre bemalten Körper ähneln Tätowierungen, die auf ihre Haut gezeichnet werden und teilweise verschiedene Tierpositionen in performativer Haltung nachbilden.
Zu ihren bekanntesten Serien zählen die Landschaften, eine Blumenserie, in der sie passend zu Tapeten mit Blumenmustern gemalt ist. Ihr Haar und manchmal ein Ohr sind oft die einzigen Hinweise darauf, dass auf dem Bild eine Person zu sehen ist. Paredes hat sich auch in Tiere, Pflanzen oder ihre Umgebung verwandelt, indem sie Körperfarben verwendete, die von ihren Assistenten auf ihren Körper aufgetragen wurden.
Die Idee hinter ihrer Arbeit ist es, das Thema der Umsiedlung und der Anpassung an die Umgebung darzustellen, insbesondere nach Migration oder Vertreibung. Mit ihren zum Nachdenken anregenden Werken möchte sie das Streben jedes Menschen nach Zugehörigkeit veranschaulichen.
Ihre Werke dienten 2014 der argentinischen Schauspielerin und Sängerin Mía Maestro als Inspiration für ihr Musikvideo Blue Eyed Sailor.

## Auszeichnungen (Auswahl)
- 1981: First Prize, Catholic University, Theatre Dept., Lithography, Lima
- 1986: First Prize, National Engraving Hall, Lima
- 1983: First Prize, Municipality of Lima Prize, Silkscreen, Lima
- 1995: First Prize, Sculpture Biennial Cerveceria, Costa Rica
- 2009: Preis 40th Street Award von Filadelfia
- 2013: Artist of the Year, Santiago, Chile
- 2014: Premio a la Excelencia Pingyao Photo Festival, China
- 2014: International Award for Artistic Excellence, Pingyao International Festival of Photography
- 2022: Toro Iberoamerican Honor Prize in Zamora
- 2022: Premio Estampa, Colección Julian Castilla, Madrid

## Einzelausstellungen (Auswahl)

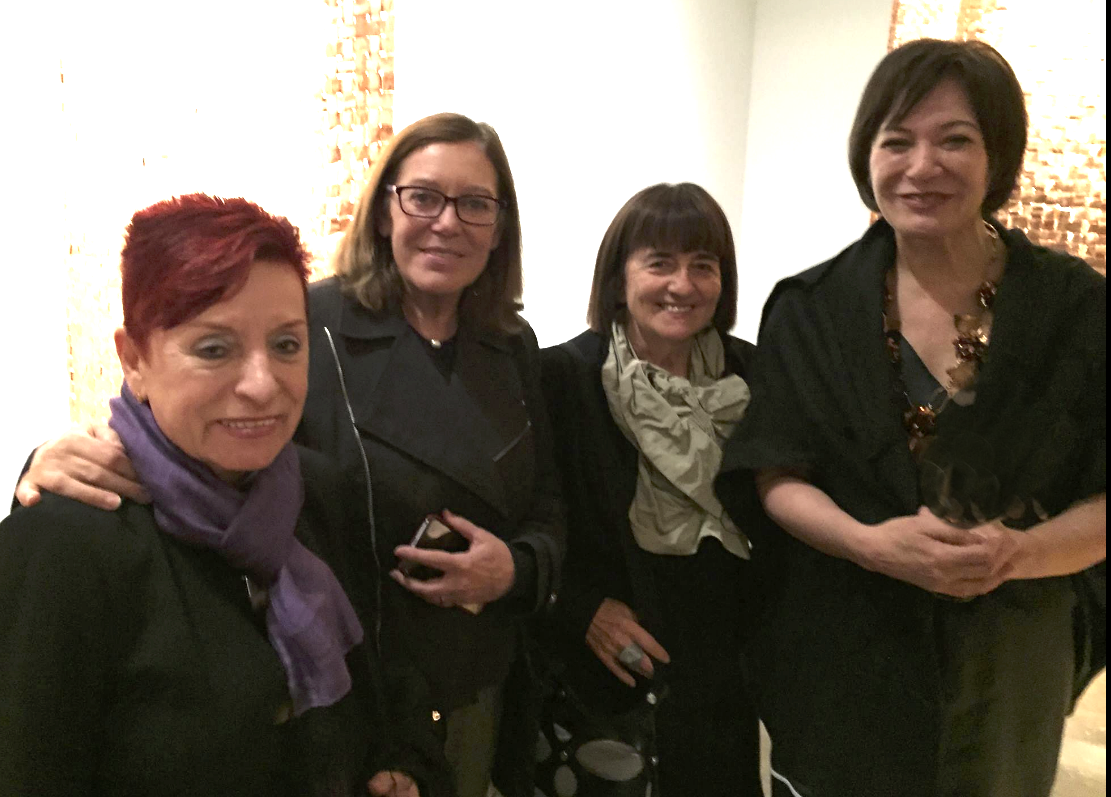
Bei der Eröffnung ihrer Ausstellung Listening with your eyes im Principal Tabacalera in Madrid. Mit ihren Kolleginnen Concha Jeréz, Paloma Navares und Marisa González

- 2000: Alternate Routes, Museum of Art and Contemporary Design San Jose, Costa Rica
- 2003: Daphne’s Garden, Calderon-Guardia Museum, San Jose, Costa Rica
- 2003: Seem: Camouflages and Transparencies, Martinez Gallery, New York City
- 2003: Wrong Sided Beach, University of Salamanca Center of Fotografía
- 2003: Cecilia Paredes, University of Salamanca, Salamanca
- 2006: Lent World, Diana Lowenstein Gallery, Miami
- 2007: I am Another, Silvia Medina, Barcelona
- 2007: Bajo el límpido azul, Costa Rica Museum of Art, San Jose
- 2008: The Final Garden – Il Giardino Finale, Galleria Michela Rizzo, Venedig
- 2009: Animal of My Time: Photographs and Sculpture by Cecilia Paredes, Humboldt State University First Street Gallery, Eureka, Kalifornien
- 2009: PINTA New York, Johnson Gallery/Everglades Foundation, Chelsea
- 2009: Fugitive Dreams, Diana Lowenstein Gallery, Miami
- 2010: In the Eyes of a Woman, About Change Program, World Bank, Washington, D.C.
- 2010: Private Garden, Moscow Museum of Modern Art, Moskau
- 2010: Cecilia Paredes: El río que fluye dentro / The River Within, Instituto Cultural Peruano Norteamericano (ICPNA) Lima
- 2011: Nature my Significant Other, Ruiz-Healy Art, San Antonio
- 2012: Natural Archive: Object and Photography,  Embassy of Peru, Washington D.C.
- 2012: A veces me asaltan las dudas celestes, Diana Lowenstein Gallery, Miami
- 2013: Wounded by a Thousand Arrows, Museo de Osma, Lima
- 2013: Under the Same Sun, Instituto Cervantes, Tanger
- 2014: Policies of Perception, Pasaje 17, Buenos Aires
- 2014: Background Stories, Pingyao Photo Festival 2014, Shanxi, Volksrepublik China
- 2014: Background Stories, Samara Museum of Art, Samara, Russland
- 2015: Listening with Your Eyes, Tabacalera, Ministry of Education and Culture, Madrid
- 2015: The Wandering Flight, Ruiz-Healy Art, San Antonio
- 2015: All Together Now, Galeria Isabel Aninat, Santiago, Chile
- 2016: The Perpetual Wanderer, Museo del Banco Central Costa Rica
- 2016: Cecilia Paredes: Ciclo escultoras peruanas contemporáneas, Lucila Walqui Galería, Lima
- 2017: Through the Unfrequented Sky, ArtYard, Frenchtown
- 2018: Portfolio Series: Cecilia Paredes, Museum of Latin American Art, Long Beach
- 2019: Cecilia Paredes & Chuck Ramirez: Photographing Identity, Ruiz-Healy Art, New York Cty
- 2019: El no retorno, Museo Universidad de Navarra, Pamplona
- 2020: Cecilia Paredes fotografía, Festival Internacional de Fotografía, Huelva
- 2021: Cecilia Paredes: The Two Twilights, Ruiz-Healy Art, New York City
- 2022: Que tu dolor te sane, Xavier Fiol Gallery, Palma de Mallorca
- 2022: PRINT&PAINT, Castle D’Ursel, Heninge, Brüssel
- 2022: El no retorno, Conde Duque Contemporary Cultural Center, Madrid
- 2023: Cecilia Paredes: Not ~ At Home, Bryn Mawr College, Bryn Mawr
- 2023: Cecilia Paredes: The Weaving of Dust, Ruiz-Healy Art, San Antonio
- 2023: Cecilia Paredes: Walking In My Galaxy Blue, Ruiz-Healy Art, New York
- 2023: El sendero de dafne, Llamazares Gallery, Asturias
- 2023: The Territory of My Universe, SlatoParra Gallery, Paris
- 2023: After The Fog: The First Flowers, Casa Vicens, Barcelona

## Sammlungen
- Museo de Arte Moderno MMOMA, Moskau, Russland
- Banco Mundial, Washington D.C.
- Deutsche Bank, New York City
- San Antonio Museum of Art, Texas
- Museo de Arte y Diseño Contemporáneo, Costa Rica
- Colección Daniel Yankelewitz, Costa Rica
- Colección Solita Mishaan, Florida
- Colección Ernesto Ventos, Barcelona
- Museo del Barrio, New York
- Colección Toma Ybarra-Frausto, San Antonio, Texas
- Museo de Arte Moderno, Panama
- Guanlan Print, Shenzhen, China
- Universidad de San Antonio, Texas
- Universidad Nacional de Ingeniería, Lima, Peru
- Lehigh University Collection, Pennsylvania
- Colección María De Corral, Madrid
- Colección Teorética, Costa Rica
- Colección Sagrario Pérez Soto Caracas, Venezuela
- Art Nexus, Florida
- Colección Centro Wifredo Lam, Havanna, Kuba
- Universität von Salamanca, Spanien